# Yves Eigenrauch
Yves Eigenrauch (født 24. april 1971 i Minden, Vesttyskland) er en tidligere tysk fodboldspiller, der spillede som forsvarer. Han var på klubplan primært tilknyttet Schalke 04, hvor han spillede 12 sæsoner. Han havde desuden et to-årigt ophold i Arminia Bielefeld. Med Schalke var han med til at vinde to DFB-Pokaltitler og UEFA Cuppen i 1997.

## Titler
DFB-Pokal
- 2001 og 2002 med Schalke 04

UEFA Cup
- 1997 med Schalke 04